# Arsch huh, Zäng ussenander
Arsch huh, Zäng ussenander (Kölsch für Arsch hoch, Zähne auseinander) ist das Motto einer 1992 entstandenen Kölner Kampagne gegen rechte Gewalt.

## Geschichte

### 9. November 1992
Am 9. November 1992 versammelten sich 100.000 Menschen auf dem Chlodwigplatz in Köln. Künstler der Kölner Musikszene hatten zu einem Konzert „gegen Rassismus und Neonazis“ aufgerufen. Vorausgegangen war eine Welle von Übergriffen mit ausländerfeindlichem Hintergrund, so im Rostocker Stadtteil Lichtenhagen. „Wir […] wollen […] dazu beitragen, die weitverbreitete Sprachlosigkeit zu der Entwicklung in unserem Land zu beenden“, schrieben die beteiligten Künstler in der vorab veröffentlichten Erklärung zur Großveranstaltung. Trotz viel zu geringer Sicherheitsmaßnahmen (niemand hatte mit dieser großen Teilnehmerzahl gerechnet) verlief die Kundgebung ohne Zwischenfälle.
Der Titelsong wurde von Nick Nikitakis komponiert und von Wolfgang Niedecken getextet. Er wurde auch auf dem Konzert Heute die – morgen du! am 13. Dezember in Frankfurt von den teilnehmenden Künstlern gesungen.
Gleichzeitig wurde die AG Arsch huh gegründet, die seitdem immer wieder Projekte und Initiativen gegen Rechts unterstützt, so zum Beispiel die Ausstellung Zwangsweise Kölsch im Jahre 2000, die sich mit der Zwangsarbeit in Köln während des Dritten Reiches beschäftigte.

#### Beteiligte Künstler und Redner
- BAP
- Kurt Bachmann
- Jürgen Becker
- Klaus Bednarz
- Bläck Fööss
- Viktor Böll
- Brings
- Rolly Brings
- Charly T.
- EM:ZEH
- Elke Heidenreich
- Höhner
- Jean Jülich
- L.S.E.
- Yannic Bongartz
- Willy Millowitsch
- Nick Nikitakis
- Samy Orfgen
- 4 Reeves
- Anke Schweitzer
- The Piano Has Been Drinking
- Triviatas – 1. Kölner Schwulenchor
- Viva la Diva
- Bernd Winterschladen
- Zeltinger

### 20. September 2008

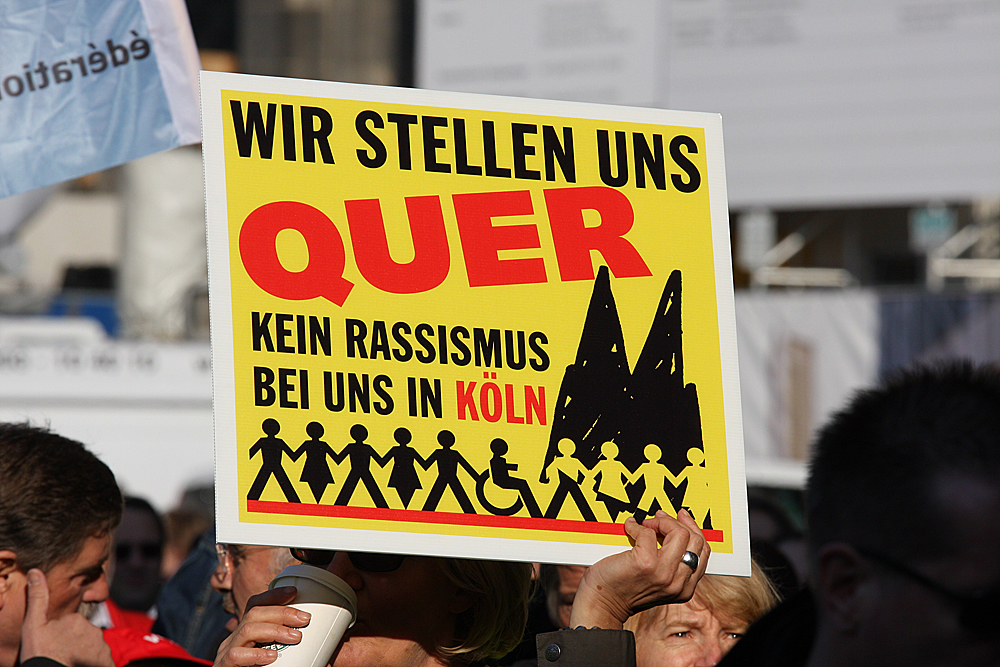
„Wir stellen uns quer. Kein Rassismus bei uns in Köln“, Plakat 20. September 2008

Am 20. September 2008 gab es unter dem Motto „Köln stellt sich quer“ eine Neuauflage der Aktion auf der Domplatte in Köln. Anlass war der Versuch der Wählergruppe Pro Köln, die vom NRW-Verfassungsschutz als rechtsextrem eingestuft wird, in Köln ein als „Anti-Islamisierungs-Kongress“ bezeichnetes europaweites Treffen von Rechten und Rechtsextremen zu inszenieren. 16 Jahre nach dem ersten „Arsch-huh“-Konzert versammelten sich wieder zehntausende Menschen in der Kölner Innenstadt, um ein Zeichen gegen Rechtsextremismus zu setzen. Das Treffen der Rechten wurde so verhindert.

### 9. November 2012
Zum 20. Jahrestag gab es am 9. November 2012 eine weitere Kundgebung mit Konzert, die sich dem Thema soziale Gerechtigkeit widmete. Veranstaltungsort war die „Deutzer Werft“, eine Freifläche zwischen Deutzer Brücke und Severinsbrücke entlang des Rheins. Die Anzahl der Besucher belief sich auf rund 75.000.

#### Beteiligte Künstler und Redner
- Athena
- BAP
- Dietmar Bär
- Bläck Fööss
- Brothers Keepers
- Brings
- Julius Brink
- Chupacabras
- Fatih Çevikkollu
- Tommy Engel
- Elke Heidenreich
- Frank Hocker
- Höhner
- Kasalla
- Carolin Kebekus
- Klaus der Geiger
- Köbes Underground
- Gerd Köster
- Helmut Krumminga
- L.S.E.
- Sonia Mikich
- Mariele Millowitsch
- Nick Nikitakis
- Wolfgang Niedecken
- Jonas Reckermann
- 4 Reeves
- Jürgen Roters
- Peter Rüchel
- Stephan Runge
- Frank Schätzing
- Wilfried Schmickler
- Trovači
- Claus Vinçon
- Biggi Wanninger
- Bernd Winterschladen
- Ranga Yogeshwar
- Zeltinger

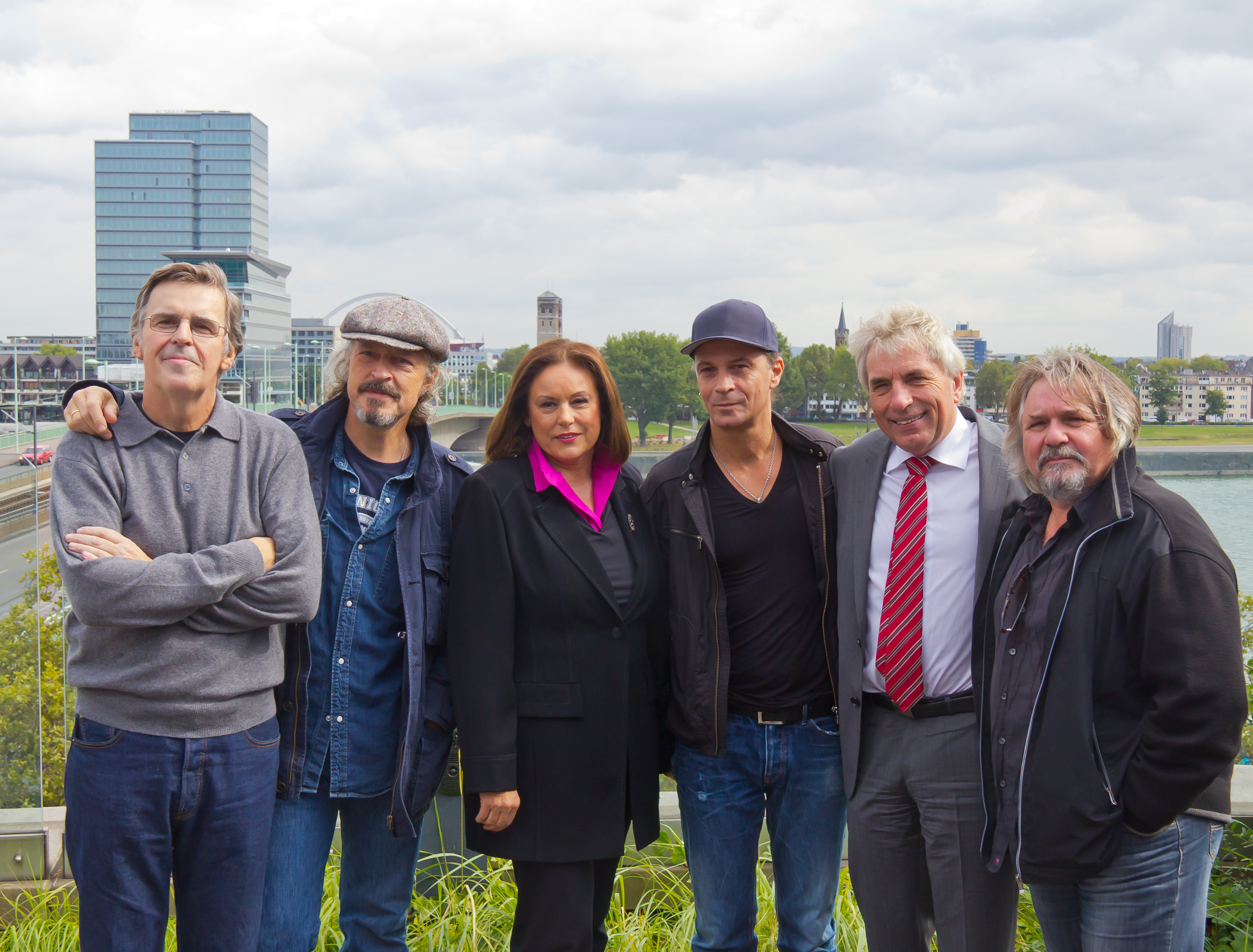
Pressekonferenz zur Kundgebung 20 Jahre „Arsch huh, Zäng ussenander“ im Kölner Hotel Maritim mit Blick auf den Veranstaltungsort „Deutzer Werft“: Karl Heinz Pütz (Organisator), Wolfgang Niedecken (Musiker), Monika Piel (Intendantin des WDR und Vorsitzende der ARD), Peter Brings (Musiker), Jürgen Roters (Oberbürgermeister von Köln), Tommy Engel

- 150 „Trötemänner“ (Mitglieder von Spielmannszügen und Tambourkorps)

### Mai 2019
Im Mai 2019 veröffentlichte die AG Arsch Huh den Song Su läuf dat he, der seit Januar 2020 inklusive eines zugehörigen Musikvideos auch bei YouTube zu finden ist. Das Lied richtet sich gegen die missbräuchliche Verwendung kölscher Lieder auf Demonstrationen von Neonazis und rechtsgerichteten Gruppierungen. Insbesondere Künstler, die sich seit Jahren in der Bewegung AG Arsch Huh und auf andere Weise gegen Rechtsextremismus engagieren, wollen damit ein weiteres Zeichen setzen.
In der Einleitung des Videos bringt Peter Brings die Intention des Songs auf Kölsch auf den Punkt:

“He kannste rut sie, schwatz, jäl udder jrön, doch wenn et brung weed, dann weede mer laut!”

„Hier kannst du rot sein, schwarz, gelb oder grün, aber wenn es braun wird, dann werden wir laut!“

Das von Hannes Schöner und Arno Steffen geschriebene Lied greift zahlreiche Textstellen aus anderen kölschen Liedern auf und bindet sie in einen unmissverständlichen Kontext ein, der mit rechten Ideologien nicht vereinbar ist. Dazu wird die Einheit und Gleichheit aller betont, für die man gemeinsam einstehe. Das Video unterstreicht dies, in dem Menschen verschiedenen Alters, aus verschiedenen Gesellschaftsschichten und verschiedenen Kölner Stadtteilen gezeigt werden. Sie stehen vor einem unbewegten, ihnen zuzuordnenden Hintergrund (z. B. eine Fußballspielerin vor einem Fußballplatz), blicken in die Kamera und singen mit ruhigem Gesichtsausdruck den Song. So soll gezeigt werden, dass sie für ein weltoffenes Köln einstehen.

## Kritik
Trotz eines überwiegend positiven medialen Echos gibt es hin und wieder kritische Stimmen.
Martin Stankowski, langjähriger Unterstützer des Vereins, kritisierte 2012 im Vorfeld der Neuauflage des Konzerts anlässlich des 20. Jahrestages, dass die seiner Meinung nach von den Veranstaltern reproduzierte Vorstellung von Köln als besonders tolerante, weltoffene Stadt mit starkem Zusammenhalt unter den Einwohnern idealisiert und oberflächlich sei und Probleme in der Stadt verschweige. Auch beschäftige sich „Arsch-huh“ eher mit der Vermarktung der Konzerte und Kundgebungen denn mit dem Entwickeln von Konzepten, welche den Herausforderungen der Einwanderungsgesellschaft entgegenkämen.
Auch der Kabarettist Jürgen Becker übte 2012 Kritik. Ihm missfiel die „Monokultur“ des Konzertes, da trotz des hohen Anteils an Migranten in Köln diese auf dem Konzert relativ unterrepräsentiert seien. Er attestierte dem lokalpatriotischen Anstrich des Konzertes eine Nähe zur rechten Szene und bemängelte die Vernachlässigung sozial schwacher Viertel.
Nach den sexuellen Übergriffen in der Silvesternacht 2015 vor dem Kölner Dom, an welcher sich vorzugsweise Menschen aus dem nordafrikanischen und arabischen Raum beteiligt haben, rief der Verein zur Kundgebung gegen eine Demonstration der rechtsextremen Bürgerbewegung pro NRW auf, welche angesichts der Zwischenfälle einen Protest gegen „Zuwanderergewalt“ veranstalten wollten. Diese Aktion stieß in den sozialen Netzwerken auf Kritik, es wurde beispielsweise eine vermeintliche Doppelmoral bezüglich der Tätergruppen kritisiert.

## Veröffentlichungen
- CD Arsch huh, Zäng ussenander (1992; nicht mehr erhältlich)
- CD Arsch huh, Zäng ussenander (live, 1992; nicht mehr erhältlich)
- Buch Arsch huh, Zäng ussenander (Dokumentation der Aktion), Köln: Verlag Kiepenheuer & Witsch, 1992, ISBN 3-462-02272-5
- CD Heimatklänge – Zehn Jahre »Arsch huh« (2002, nicht mehr erhältlich)
- CD Arsch huh, Zäng ussenander – Köln stellt sich quer! (2008)
- CD Arsch huh 2012 (2012)[9]
- Single Su läuf dat he (2019)[6]
- CD 30 Jahre Arsch Huh 2022 – Wachsam Bleiben! (2022)